# Cadwaladr ap Meirchion
Cadwaladr (latino: Catuvelladurus; inglese: Cadwallader; 460 circa) fu sovrano del Meirionydd (nel Galles).
Non si conosce praticamente nulla su questo figlio di Meirchion, ma di certo fu un contemporaneo di re Artù (tardo V secolo). 
Alla sua morte, sul trono salì il figlio Gwrin Farfdrwch.